# ONERA
48°42′44″ пн. ш. 2°13′55″ сх. д. / 48.712222222222° пн. ш. 2.2319444444444° сх. д.
Офіс національної держслужби та рекордів Аероспатіалес (фр. Office national d'études et de recherches aérospatiales, ONERA) — є провідним французьким дослідницьким центром у галузі аеронавтики, космосу та оборони. Задіяні всі дисципліни та технології в галузі. Багато аерокосмічних програм пройшли через ONERA: проекти Ariane, Falcon, Rafale, Airbus, ракети, гелікоптери, двигуни, радари тощо.
Під наглядом Міністерства оборони ця державна установа промислового та комерційного характеру (EPIC) має бюджет близько 230 мільйонів євро, половина з яких — державні субсидії, і налічує близько 2000 людей, більшість з яких дослідники. , інженери і техн. ONERA має значні ресурси для тестування та розрахунків, зокрема, найбільший парк аеродинамічних труб у Європі. Президента ONERA призначає Рада Міністрів за поданням Міністра оборони.